# Друга чжилійсько-фентянська війна
Друга Чжилійсько-Фентянська війна (кит.: 第二次直奉戰爭) — збройний конфлікт 1924 року, який стався між Фентянською клікою (яку підтримували японці), базою якої була Маньчжурія і більш ліберальної Чжилійської клікою. База Чжилі перебувала в районах, що оточували Пекін та підтримувалася Англією і США, чиї комерційні інтереси захищала.
Конфлікт за масштабами можна порівняти з війною. Він виявився найбільшим у період Ери мілітаристів у Китаї. Найбільша битва сталася біля Тяньцзіня в жовтні 1924 року.
До поразки Чжилійської кліки привів Пекінський переворот. Про-японський мілітарист Дуань Ціжуй у листопаді 1924 року був призначений прем'єр-міністром. Консервативний уряд Дуаня і перевага Фентянської кліки привели у замішання більш ліберальних китайців в південному і центральному Китаї.
Хвилю протестів, що прокотилась територією, назвали «Рухом 30 травня». Головний результат конфлікту — північні мілітаристи на час відволіклися від конфлікту з націоналістами (яких підтримував Радянський Союз), що базувалися в південній провінції Гуандун. Це дозволило партії підготувати Північний похід (1926—1928 роки), після якого Китай був об'єднаний під владою Чан Кайші.

## Причини
До літа 1924 року Чжилійська кліка, керована Президентом Цао Кунем, формально контролювала Китай і міжнародно-визнаний Бяйянський уряд. Кліка думала, що національних ворогів не залишилося і її підтримували Лондон та Вашингтон.
Первісною причиною конфлікту став контроль над Шанхаєм, найбільшим портом і містом в Китаї. Юридично це була частина провінції Цзянсу, яка перебувала під контролем генерала Чжилійської кліки Ци Сеюаня. Однак містом керував Лу Юнсяном, як частиною Чжецзяня, останньої провінції, що знаходилася під контролем колишньої Аньхойської кліки (утримуваний Аньхойськой клікою Шаньдун мав залишатися нейтральним). У вересні почалися зіткнення, пов'язані з тим, що влада Чжецзяня відмовилися поступитися адміністративною владою в місті. Чжан Цзолінь і Сунь Ятсен дали зобов'язання захищати Чжецзян, що призвело до розширення конфлікту далеко за межі міста на північ і південь. Більш того, Фентянська кліка прагнула помститися за поразку в останній війні та інтенсивно готувалася до нової.
З іншого боку, Чжилійська кліка, натхненна перемогою, недооцінила власні сили. Самовпевненість Чжилійської кліки зросла ще більше після того, як практично перемогла в 1924 році в першій Цзянсу-чжнцзянській війні. Однак, виявилося, що вона практично не готова до майбутньої Другої Чжілі-Фентянській війні.

## Підготовка Фентянської кліки до війни
Після поразки війська Чжан Цзоліня були змушені відійти до Маньчжурії. Знаючи причину попередньої поразки у війні від Чжилійської кліки, Фентянська кліка добре підготувалася до майбутньої війни на кілька фронтів, провівши військову реформу і підготувавши інфраструктуру до військових дій. Саме це виявилося слабким місцем у Першій чжилійсько-Фентянській війні.

### Вдосконалення інфраструктури
Міністр з персоналу і планування Чжан Цзоліня — Ян Юйтін був призначений ревізором військового оснащення (арсеналу) Фентяня, а Ван Іньтай (кит.: 王荫泰) був призначений начальником відділення з підготовки сировини і матеріалів для оснащення армії. Оснащення армії збільшилася в кілька разів, з щорічним виробництвом близько 150 артилерійських систем (не включаючи мінометів).
Виробництво кулеметів становило понад тисячі в рік. Крім того, загальна кількість перероблених та виробництво нових рушниць становило в середньому до 60 тисяч щороку.
Щорічне виробництво артилерійських снарядів (включаючи снаряди для важких мінометів) становило більш ніж 100 тисяч на рік, а щорічне виробництво куль для рушниць становило понад 600 тисяч штук.
Щорічно випускалася велика кількість мінометів, що могло стати в нагоді в майбутній війні. Також були посилені повітряне та морське угруповання військ. За авіацію повинен був відповідати Чжан Сюелян, якому допомагали Чжоу Пейбін (кит.: 周培炳) і Яо Сицзю (кит.: 姚锡九). Авіація поставлялася з Німеччини і Японії, всього — близько 300 літаків, організованих в чотири авіабригади. До того ж, на основних стратегічних напрямках були споруджені авіабази.
Для військово-морського флоту в Харбіні були побудовані військово-морська школа і штаб-квартира військово-морського угруповання військ.
При штабі була сформована Директорія Навігаційної поліції (начальником був призначений Шень Хунле (кит.: 沈鸿烈)), яка займалася реформуванням Річкової оборонної флотилії Північного Сходу Китаю.
Для розвитку системи комунікацій були побудовані додаткові станції для забезпечення водою та вугіллям в Суйчжуні, Сінчені та Даояогоу (кит.: 大窑沟) для більш швидкого переміщення військ залізницею в цих регіонах були побудовані додаткові залізниці для організації евакуації на випадок війни. В регіонах, де за відносно короткий проміжок часу залізничне сполучення встановити не вдавалося, будувалися звичайні дороги і транспортні шляхи. Кожна армія Фентянської кліки мала власні системи комунікацій (телефон і телеграф), які безпосередньо зв'язували армії зі штаб-квартирою. Крім того, кожній армії були додані тилові частини, комунікаційне обладнання та спеціалізовані ланки. Для подальшого розвитку комунікації по радіо, в Шеньяні, Харбіні та повіті Цзінь (кит.: 锦) були побудовані радіостанції.

### Військова реформа
Крім реформи системи комунікацій, Фентянська кліка для підвищення боєздатності почала проводити військову реформу. Перше, що зробив Чжан Цзолінь — це поклав відповідальність за поразку від Чжилійської кліки на двох генералів, які постали перед військовим трибуналом. Цими командувачами став командир бригади Бао Дешань (кит.: 鲍德山) і полковий командир Сюй Чан'ю (кит.: 许昌有), саме вони постали перед судом навесні 1923 року. Чжан Цзолінь також призначив багато нових радників, які займалися як військовими, так і цивільними справами, а його секретарем став Лян Хунчжи. Серед інших можна виділити Ван Цзитана (кит.: 王揖唐), Цзен Юйси (кит.: 曾毓隽), Чи Сихао (кит.: 李思浩).
Два династії, що існували з часів імператорів Цин органу управління (наглядовий офіс за справами Північно-сходу (кит.: 东三省巡阅使署) і офіс намісника Фентяня (кит.: 奉天督军署)були об'єднані і сформували Штаб безпеки Північно-Східного Китаю (кит.: 东三省保安司令部) для розвитку системи управління і господарювання.
Спеціально для цілей адміністрування реформ наземної армії Фентяня створювався Директорат з реорганізації Армії Північно-Сходу (кит.: 东三省陆军整理处), губернатор провінції Цзілінь Сунь Лечень (кит.: 孙烈臣) став його ревізором, його заступниками стали Цзян Денсюань (кит.: 姜登选), Хань Чуньтянь (кит.: 韩田春) і Чи Цзинлінь (кит.: 李景林).
Влітку 1923 року, в повіті Суйчжун було створено армійське командування «Сінчен — Суйчжун» з командувачем Цзян Дэнсюанем (кит.: 姜登选) з тією метою, щоб з початком війни керувати передовими підрозділами армії Фентяня.
Сама армія Фентяня була розширена до 27 бригад (з тих, що існували раніше 25-ти), які були організовані у три армії, кожна по три дивізії, а в кожній дивізіоні налічувалося три бригади. Кавалерійських корпусів замість колишніх трьох стало чотири, три бригади складали кавалерійську дивізію, а четверта була передана піхотним дивізіям для кавалерійської підтримки.
У зв'язку із збільшенням виробництва боєприпасів для армії Фентяня, кількість артилерійських полків (здебільшого — артилерійських, а також — мінометних) було збільшено з 4 до 10. Кожна дивізія налічував три бригади, кожна з яких була або піхотної, або змішаною. Додатково кожній дивізії були додані інженерний і транспортний батальйони. Кожній змішаній бригаді було додано інженерний і транспортний підрозділ, при цьому ні одне допоміжне формування не було передано піхотним бригадам.
Після завершення всіх реформ, у фентянській армії налічувалося близько 250 тисяч людей, готових до ведення бойових дій у сучасних умовах. У порівнянні з минулою війною істотно зросла бойова підготовка. Найкращі китайські війська перебували у 2-й бригаді під командуванням Чжан Сюеляна і 6-й бригаді під командуванням Го Сунліна, які служили зразковими підрозділами у всій армії Фентяня. Однак головною ударною силою всієї армії Чжан Цзолиня стала новостворена 1-ша особлива бригада під командуванням генерала Костянтина Нечаєва — колишнього «головного кавалериста Володимира Каппеля» — нараховувала у своїх рядах до 4600 російських білоемігрантів. Вони ж склали команди «броньовиків» — артилерійських бронепоїздів, які стали створюватися в залізничних майстернях по всій Маньчжурії..

## Попередні події
Приводом для Другої чжилійсько-Фентянській війні стала Цзянсу-Чжецзянська війна, що почалася 3 вересня 1924 року, яка фактично виправдовувала початок Фентянською клікою нової війни.
Наступного дня, Чжан Цзолінь провів нараду в своїй резиденції для вищого командування, де були присутні всі офіцери фентянської армії, починаючи з бригадного генерала. На зборах Чжан вирішив почати війну проти Чжилійської кліки.
13 вересня всі поїзди, які слідували залізницею Пекін-Феньянь були зупинені, а обидві сторони готувалися до неминучого.

## Плани сторін
Чжилійська кліка не вела практично ніякої підготовки до війни. Фентянська кліка, навпаки, почала розробляти наступальну операцію з весни 1923 року, за неї були відповідальні штабні офіцери на чолі з Фу Синпеєм (кит.: 傅兴沛) і Юй Гоханем (кит.: 于国翰). Фентянська кліка знала, що хоча Чжилійська має чисельну перевагу, але її сили розкидані і можуть просто не дістатися до місця битви вчасно. В цьому випадку перемога Фентяня буде досягнута швидко. З 250-тисячною армією Фентянська кліка може сконцентруватися на чисельній чотирьох-п'ятикратній перевазі на полі бою в конфліктах на периферії проти двохсот тисяч чоловік з армії Чжилі.
Ось основні цілі фентянської армії у війні: Перша і головна мета — знищити ворога і зайняти Пекін і Тяньцзінь. Для досягнення цієї мети необхідно було оволодіти Шаньхайгуанем, таким чином, головний напрям удару армії Фентяня було обрано на захід від Шаньхайгуаня, в районі гірського виступу Сюйцзялинь (кит.: 徐家岭) на західному березі річки Шихэе (кит.: 石河), а також забезпечити контроль над територіями на північ і південь від Сюйцзялинь. Після забезпечення даних завдань армійські частини Фентяня змогли б сконцентрувати сили і почати атаку на Шаньхайгуань. Для цієї мети група військ була складена з 1-ї і 2-ї армій, позначених як Комбінований Корпус. Після взяття Шаньхайгуаня, він повинен був продовжувати наступ на Пекін і Тяньцзінь.
Хоча сам військовий план Фентяня залишився незмінним протягом усієї війни, деякі його частини не були виконані, бо перемога Фентяня виявилася дуже швидкою.

## Політичні маневри
Крім безпосередньої військової підготовки, Фентянська кліка також готувала серію політичних маневрів шляхом формування «Античжилійського альянсу трьох» — з Сунь Ятсеном в Гуандуні і аньхойським мілітаристом Лу Юнсяном (кит.: 卢永详) в Чжецзяні.
Що ще більш важливо, Фентянська кліка намагалася розколоти Чжилійську кліку зсередини, переконуючи Фен Юсяна здатися. Навесні 1923 року, Чжан Сюелян особисто написав лист Фену і направив його з довіреною особою — лейтенантом Фу Синпеєм (кит.: 傅兴沛) до Пекіна для секретних переговорів. Після того, як Фу дістався до Пекіна, Фу спочатку зустрівся з начальником Фена — Лю Цзі (кит.: 刘骥 в призначеному місці в провулку Дацзюе (大觉), і лейтенант Лю на наступний день по телефону інформував Фу про те, що Фен дуже хоче зустрітися з ним. Фу Синпей і Фен Юсян зустрілися з Наньюане та обговорили спільні інтереси. Фен поінформував Фу про те, що більше залишатися в Пекіні не можна, після чого той негайно покинув місто, що він і зробив.
Хоча зустріч була дуже короткою, вона виявилася успішною, відкривши дорогу для подальших зустрічей представників Фентянської кліки Го Інчжоу (кит.: 郭瀛洲) і Ма Біннаня (кит.: 马炳南) з Фен Юсяном. Для того, щоб уникнути підозр, посередниками на переговорах виступали політики та мілітаристи Аньхойської кліки. Наприклад, генерал Аньхойської кліки, мілітарист У Гуансинь (кит.: 吴光新) був кур'єром для обох сторін і доставляв інформацію з Пекіна в Шеньян і назад. Коли Фентянської кліка в обмін на підтримку і зраду передала Фен Юсяну два мільйони ієн, гроші доставляв політик «Клубу Аньфу» Цзянь Деяо (кит.: 贾德耀).

## Сили сторін
Всього для цілей війни було мобілізовано до півмільйона солдатів, приблизно 200 тисяч воювали на стороні Чжилійської кліки, 250 тисяч осіб становила армія Фентяня.

### Сили Фентянської кліки
Головнокомандувач збройними силами: Чжан Цзолінь
- Начальник Генерального Штабу: Ян Юйтин
- Заступник начальника Генерального Штабу: Фу Синпей (кит.: 傅兴沛)
- 1-ша Армія під командуванням Цзян Денсюаня (кит.: 姜登选), заступник — Хань Ічунь (кит.: 韩以春):
  - 1-ша Окрема бригада під командуванням Костянтина Нечаєва.
  - 10-та Комбінований бригаду під командуванням Сунь Сючана (кит.: 孙旭昌).
- 2-га Армія під командуванням Чжан Сюеляна, заступник — Го Сунлін.
- 3-тя Армія під командуванням Чи Цзинліня (кит.: 李景林), заступник — Чжан Цзунчан.
- 4-та Армія під командуванням військового губернатора провінції Цзілінь Чжан Цзосяна, яка сформувала резерв.
- 5-та Армія під командуванням військового губернатора Хейлунцзяна У Цзюньшена, включаючи:
  - 29-й Дивізіон
  - Дві об'єднані бригади

### Сили Чжилійської кліки
Головнокомандувач збройними силами: У Пейфу
- 1-ша Армія під командуванням Пен Шоухуа (кит.: 彭寿华), включаючи:
  - 13-ту Комбіновану бригаду під командуванням Фен Юйжуна (кит.: 冯玉荣)
- 2-я Армія під командуванням Ван Хуайцина (кит.: 王怀庆), включаючи
  - Армію І (кит.: 毅) під командуванням Мі Чженбяна (кит.: 米振标)
  - 13-й Дивізіон
- 3-тя Армія під командуванням Фен Юйсяна (не бився з Фентянем, пізніше втік і приєднався до Фентянської кліки)
- Армія «Хенань — Шаньсі» під командуванням Чжан Фулая (кит.: 张福来)

## Початкова стадія конфлікту
15 вересня 1924 року Чжан Цзолінь повів армію Фентяня до кордонів Маньчжурії, висунувшись назустріч армії У Пейфу, який був головним військовим стратегом Чжілі. Зіткнувшись навпроти Жехе і Шаньхайгуаня, а також після перегрупування військ у Суйчжуні 1-ша і 3-тя фентянська армії досягли позицій Чжілі схід Юйгуаня (榆关). 18 вересня дві армії зіткнулися, а після 28 вересня битви стали гострішими. Атаки військ Фентяня на Шаньхайгуань були відбиті, а Чжілі зайняли оборонні позиції, використовуючи географічні переваги (висоти).
Тим часом, як було раніше обумовлено, Сунь Ятсен очолив армію в поході на північ для того, щоб перешкодити Сунь Чуаньфану надати підкріплення союзникам з Чжилі. Однак, у Гуанчжоу спалахнуло повстання кантонських торговців і лоялістів Чень Цзенміна. Сунь Ятсен був вимушений повернутися назад для придушення повстання на власній території. Після того, як Сунь Ятсен відійшов від справ, армії Сунь Чуаньфана залишалися в готовності для захоплення і Чжецзяна, і Шанхаю.
Якщо на Шаньхайгуаньському напрямку почалося «сидіння», то на Жехейському фронті фентянська армія досягла швидкого успіху. Зібрана наспіх Армія І (毅) під проводом Мі Чженбяо (米振标), яку розмістила на цьому напрямку Чжилійська кліка, виявилася неспроможною зупинити 2-гу армію Чжан Цзучана, незважаючи на те, що вона була укріплена 13-м Дивізіоном Ван Хуайцина (王怀庆) з 2-ї Армії Чжилі. У період 15-22 вересня передові загони 2-гої фентянської армії Чжан Цзучана дійшли до Чаояна (朝阳) і атакували Линюань (凌源). Фентянська кавалерія оволоділа Фусином і Цзяньпіном (建平). Після виходу з Чжаньу 15 вересня, 7 жовтня вони вже оволоділи Чифеном. 9 жовтня регіони, прилеглі до Чифену, були під їх контролем. Хоча головні сили Фентяня не вступали в бій, для Чжилі ситуація виявилася настільки важкою, що У Пейфу був змушений особисто поїхати в Шаньхайгуань. Залишалися непоміченими і довоєнні політичні маневри Фентяня — командувач 3-ї армією Чжилі Фен Юйсян підписав секретний договір з Дуань Цижуєм і Чжан Цзолинем і готував державний переворот. У той час як 2-га армія Чжилі під командуванням Ван Хуайцина (王怀庆) виявилася вже на першому етапі під загрозою, а також не отримувала необхідне підкріплення, Фен відмовився допомогти, наказавши власній 3-й армії залишатися в проході Губейкоу (古北口).

## Шаньхайгуанський фронт
Шанхайгуанський фронт складався з двох головних частин — сектора Шанхайґуань і сектора Дев'яти воріт (Цзюменькоу, 九门口). Перша і третя фентянські армії, дислоковані в секторі Шанхайґуань нічого не робили, використовуючи зручні позиції, оскільки їм протистояли відбірні війська. Патова ситуація не змінювалася до 7 жовтня, коли фентянська армія розпочала бойові дії в секторі Дев'яти воріт. Командувач 10-ю комбінованою бригадою Фентяня Сунь Сючан (孙旭昌) здобув на цьому напрямку перемогу над 13-ю комбінованою бригадою Чжилі командувача Фен Юйжуна (冯玉荣), який після поразки покінчив із собою.
Натхненна цією перемогою фентянська армія продовжувала насідати, в результаті їй вдалося оволодіти висотами недалеко від району Шименьчжай (石门寨), погрожуючи вдарити в тил армії Чжилі з лівого флангу. Розуміючи небезпеку цього маневру, війська Чжилі виступили в контратаку, яку очолив 14-й Дивізіон Цзінь Юньпена. Після 12 жовтня У Пейфу особисто приїхав у район Юйгуанського проходу (榆关) і взяв на себе відповідальність за перегрупування військ і знову наведеного підкріплення.
Підкріплення Хенань-Шансійської Армії Чжилі під командуванням Чжан Фулая (张福来) прибули досить швидко та з 13 жовтня по 24 листопада атакували позиції Фентяня вздовж Шименьчжай (石门寨) і в районі Дев'яти Воріт (九门口). Зі свого боку фентянські війська здійснили перегрупування, створивши лінію з трьох комбінованих бригад. Командувач 1-ї фентянської армією Цзян Денсюань (姜登选) і заступник командувача Хань Ічунь (韩以春) на передовій особисто очолили оборону.
Незважаючи на те, що оборона Фентяня володіла територіальною перевагою, а також сюди були стягнуті підкріплення, поступово ініціатива переходила до Чжилі. Багато командирів батальйонів Фентяня були поранені та вбиті, в основному в районі Хейчуяо (黑出窑), де був убитий командувач обороною, командир полку Ань Лун (安伦). За всю війну він виявився єдиним вищим офіцером командування, загиблим під час бойових дій. У той же час, основні сили Фентяня в Шанхайгуані після двох днів атак на позиції Чжілі не досягли якогось результату.
Тим часом, фентянська армія отримала неперевірені дані розвідки, надані японцями, які стверджували, що Чжилійська кліка заручилася підтримкою Чженцзійської морехідної компанії (政记) про постачання тринадцяти кораблів, які повинні були перевозити три або чотири дивізіони в тил фентянським військам через Дагукоу (大沽口). Однак, розвідка не змогла точно сказати, яке місце висадки буде вибрано, варіантами вважалися Їнкоу і Хулудао.

## Жехейський фронт
На Жехейському фронті війська 2-ї армії Фентяня почали наступальну операцію 22 вересня, і захопили кілька районів, включаючи Лінюань (凌源) і Пінцюань. Після короткого привалу та поповнення припасів в районі на захід від Лінюаня, Чжан Цзунчан відновив наступальну операцію Фентяня проти військ Чжилі, атакувавши перехід Ленкоуюань (冷口). Чжилійська кліка розгорнула на цій ділянці чотири дивізіони, включаючи 20-й Дивізіон під командуванням Ян Чжитана (阎治堂), 9-й Дивізіон під командуванням Дун Чженго (董政国), 1-й Дивізіон з Шеньсі під командуванням Ху Цзин'ї (胡景翼) і 23-й Дивізіон під командуванням Ван Ченбіня (王承斌). Однак двоє останніх до цього часу вже уклали пакт з Фен Юсяном і нічого не зробили для відбиття наступу Чжан Цзучана. Тим часом, перші два дивізіони не хотіли залишатися один на один з противником і відмовилися вступати в бій з тим, щоб зберегти боєздатність. Тому, коли фентянські війська атакували, обидва дивізіони відступили і залишили перехід Ленкоу (冷口关). Скориставшись можливістю, Чжан Цзунчан глибоко вторгся на ворожу територію за підтримки тилових частин Лі Цзинліня (李景林). Однак, як тільки новина про перемогу Чжилійської кліки в першій Цзянсу-чжецзянській війні досягла поля битви, збільшилася ймовірність глухого кута.

## Непередбачуване завершення
22 жовтня, Фен Юсян, командувач 3-ї армії Чжилі зрадив Чжилійську кліку, здійснивши Пекінський переворот проти Президента Цао Куна. Цао був зміщений з поста президента і перебував під домашнім арештом протягом наступних двох років.
У Пуфей, який перебував на Шаньхайгуанському фронті, в люті направив свою армію на порятунок Пекіна. В результаті, близько 8 тис. жовнірів з 3-го і 26-го дивізіонів У були виведені 26 жовтня із зони бойових дій, залишивши близько 4 тис. на цьому фронті. Побачивши, що дорога відкрита, Чжан наказав своїй армії переслідувати У.
Чжан Цзунчан і Чи Цзінлінь (李景林) повели війська на південь вздовж річки Луань в напрямку Луаньчжоу (滦州), звідки вони почали просуватися на Тяньцзінь. 18 жовтня війська Чжан Цзучана захопили залізничну станцію в Луаньчжоу. Разом з вдалим захопленням 10-ю бригадою Сунь Сючана (孙旭昌) Дев'яти Воріт (九门口), цей маневр дозволив Фентянській кліці здобути перемогу у війні.
За підтримки піхоти фентянська кавалерія оволоділа проходом Сіфенкоу (Xifengkou, 喜蜂口) і продовжила наступ. Моральний дух всього Чжилійського угруповання був підірваний звісткою про зраду Фен Юсяна.
Го Сунлін, який був відомий своїм заступництвом і кумівством, скористався нововиявленими обставинами — навантаженням на війська Чжилі і успішно опанував величезною територією на схід. Успішне оточення Чжилійських військ між Циньхуандао і Шаньхайгуанем було завершено до 31 жовтня. У полон потрапило близько 40 тисяч солдатів і офіцерів.
Після того, як У Пейфу відійшов у Тяньцзінь, він розташував свої війська в Янцуне (杨村) і телеграфував військам Чжилі в Цзянсу, Хубеє, Хенань і Чжецзяні про подання йому підкріплень. Однак, несподівано мілітарист Аньхойської кліки Чжен Шици (郑士奇) в Шаньдуні несподівано оголосив нейтралітет і взяв Цанчжоу і Мачан (马厂). Крім того, війська Чжен Шишана повністю зруйнували частину залізниці Цзіньпу в Ханьчжуані (韩庄).
У той же день Янь Сишань наказав своїм військам взяти Шицзячжуан, розчленувавши залізницю Цзінхань. У підсумку, ні одне з підкріплень не могло встигнути до угруповання У Пейфу. 2 листопада 1924 року війська Фен Юйсяна взяли Янцунь (杨村) і Бейцан (北仓), змусивши У Пейфу перенести штаб командування в Цзюньлянчен (军粮城).
Тим часом, Фентянська армія оволоділа Таншанем і Лутаєм (芦台). Дуань Цижуй написав У Пейфу, запропонувавши залишити ставку морем. Під загрозою удару з флангів, у У не було іншого шансу, крім відступу. З рештою двома тисячами солдатів він сів на військовий транспортник Хуацзя (华甲) об 11:00 ранку 3 листопада 1924 року і відплив з Дангу (塘沽) в Центральний Китай, де Сунь Чуаньфан міг захистити його від подальших рейдів Фентяня.

## Наслідки
Після 3 листопада, війна фактично закінчилася поразкою Чжилі, а контроль над північними провінціями перейшов до Чжан Цзоліня і створеної Фен Юсяном Народної армії. Збройні протистояння продовжилися в січні 1925 року як частина першої Цзянсу-чжецзянської війни, коли спільна військова експедиція Аньхоя-Фентяня взяла Цзянсу і Шанхай. Потрапивши в пастку, мілітарист Чжилійської кліки Ци Сеюань здався і виїхав до Японії, але до цього передав командування над своїми військами Сунь Чуаньфану. Сунь пішов у контрнаступ і витіснив з Чжецзян Чжан Цзучана. Дуань здав Шаньдун, останню провінцію, контрольовану Аньхоєм, Чжану — на знак союзницьких зобов'язань. Міф про непереможність Чжилі був остаточно розвіяної
Новий тимчасовий уряд на чолі з представником Аньхойської кліки Дуань Ціжуєм, змогло знайти баланс інтересів Фена Юсяна і Чжана Цзоліня. Для обговорення об'єднання на північ був запрошений Сунь Ятсен, однак переговори не вдалися, бо незабаром Сунь помер від раку.
Розбіжності що, накопичилися протягом року між християнином Феном і Чжаном, за яким стояла Японія, привели обох до необхідності співпраці з колишніми ворогами — Чжилі. В результаті, в листопаді 1925 року Чжилійська кліка виступила з підтримкою Чжан Цзоліня.
Фен прийняв відступника від Фентянської кліки Го Сунліна (який брав участь у битві біля Дев'яти Воріт), почавши Анти-Фентянську війну, яка тривала до квітня 1926 року. Вона могла привести до повалення тимчасового уряду.
Війна 1924 року була більш руйнівною, ніж попередня. Крім того, одним з наслідків цієї війни став Пекінський переворот.
Багато китайців все більше звертали погляди до Гоміндану і комуністам як до потенційних лідерів, крім того, розпочалася кампанія з делегітимізації північних лідерів, яких називали «цзюньфа» (мілітаристи).
У цей період Гоміндан створив Перший Об'єднаний фронт, який контролював провінцію Гуандун і користувався всебічної політичною і військовою підтримкою СРСР.
Загрози з боку мілітаристів, які перебувають при владі і перемога прояпонського мілітариста Чжан Цзоліня стали відправними точками для націоналістичних виступів «Тридцятого травня».